# Яструб сіроголовий
Яструб сіроголовий (Accipiter poliocephalus) — хижий птах роду яструбів родини яструбових ряду яструбоподібних. Мешкає на Новій Гвінеї..

## Опис
Довжина тіла птаха 30–38 см, розмах крил 56–65 см. Самки важать 225–380 г, самці 180–283 г. 
Сіроголові яструби трапляються у двох морфах. У найбільш поширеній морфі верхня частина тіла птаха сірого кольору, що контрастує зі світло-сірою головою і повністю білою нижньою частиною тіла. Кінчики махових пер і хвоста чорнуваті, восковиця і ноги червоні. У темній морфі птах майже повністю вугільно-чорного кольору. У молодого птаха верхня частина тіла зазвичай сіро-бура, а нижня кремова, ноги і дзьоб жовтуваті. У дорослих птахів дзьоб може бути різних відтінків коричневого кольору.

## Поширення
Сіроголовий яструб мешкає на острові Нова Гвінея і на сусідніх островах, таких як Вайгео, Місоол і Батанта в Західному Папуа, на архіпелазі Луїзіада і на островах Торресової протоки. Він мешкає на узліссях, рідко заглиблюючись вглиб тропічних лісів, на висоті до 1500 м над рівнем моря.

## Раціон
Здебільшого сіроголовий яструб харчується ящірками, хоча не гребує і невеликими зміями й комахами. Він рідко полює на птахів.

## Розмноження
Про поведінку сіроголового яструба, зокрема про репродуктивну, відомостей небагато. Період гніздування припадає з серпня по грудень. Гніздо споруджується на висоті 20 м над землею.

## Збереження
МСОП вважає цей вид таким, що не потребує особливих заходів зі збереження. Це численний і широко поширений птах.